# Маса ди Сома
 За други населени места Маса вижте Маса (пояснение).  
Ма̀са ди Со̀ма (на италиански: Massa di Somma; на неаполитански: Massa 'e Somma, Маса 'е Сома) е градче и община в Южна Италия, провинция Неапол, регион Кампания. Разположено е на 175 m надморска височина. Населението на общината е 5485 души (към 2010 г.).
В общинската територия се намира част от вулкан Везувий.